# Iqaluit
Iqaluit (en inuktitut : ᐃᖃᓗᐃᑦ, /i.qa.lu.it/, « beaucoup de poissons / place des poissons ») est la capitale et la plus grande ville du territoire du Nunavut, au Canada. Les habitants d'Iqaluit s'appellent les Iqalummiut (singulier, Iqalummiuq), -miuq (pl.-miut) étant un suffixe usuel des langues inuites pour désigner les habitants d'un lieu.

## Géographie

### Localisation
Iqaluit se situe dans le Sud-Est de la Terre de Baffin, au bord du détroit de Davis dans la baie de Frobisher.

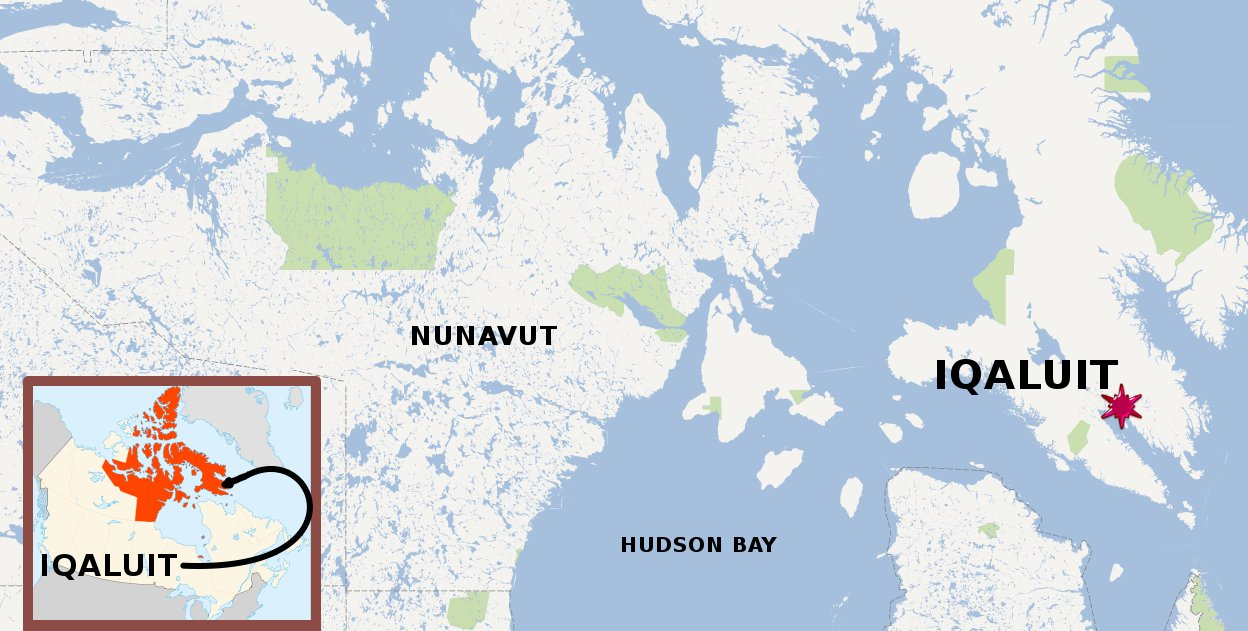
Situation géographique de la ville.

Iqaluit se trouve approximativement à 300 kilomètres au sud-est du lac Amadjuak. Plusieurs petits lacs et rivières sans noms officiels se trouvent aux alentours de la ville. La rivière la plus proche de la ville, parmi celles qui ont un nom, se trouve dans le sud de l’île et s’appelle la Soper.

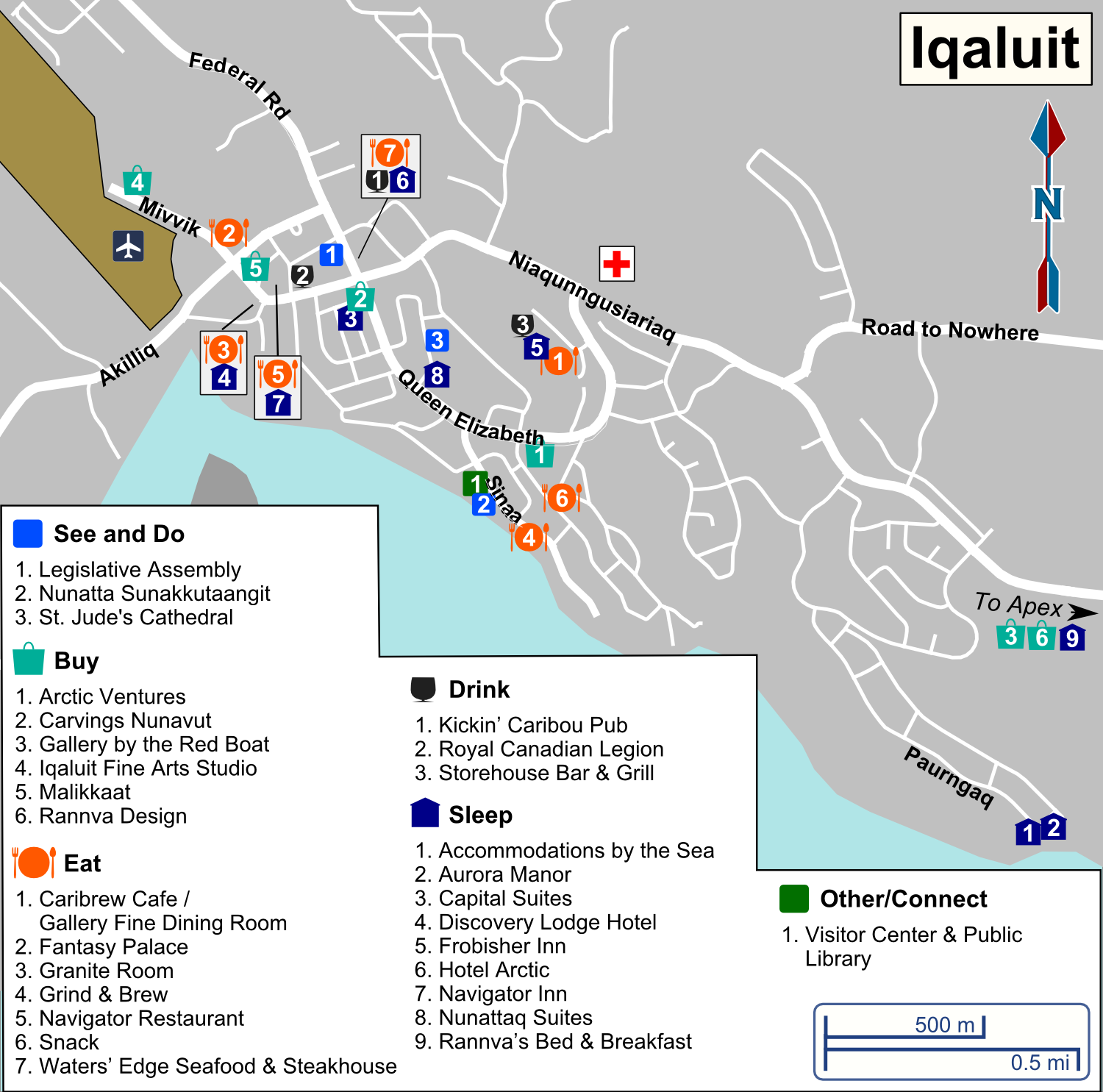
Carte de la ville d'Iqaluit.

La communauté la plus proche se trouve à Apex qui est en fait une subdivision de la ville située à cinq kilomètres à l’est du chef-lieu de la municipalité.
Le parc naturel Sylvia Grinnell (en) s'étend jusqu'à seulement un kilomètre à l’ouest de la ville. Le parc territorial de Qaummaarviit (Qaummaarviit Territorial Park (en)) se trouve sur une île dans la baie de Frobisher au sud d’Iqaluit. Le parc naturel de Katannilik (Katannilik Territorial Park Reserve (en)) est situé un peu plus loin au sud-est de la Terre de Baffin. Ces deux derniers parcs nationaux ne sont pas accessibles par voiture, mais par bateau en été ainsi qu’à pied et à l’aide de motoneiges ou plus traditionnellement de traineaux à chiens en hiver.

### Démographie

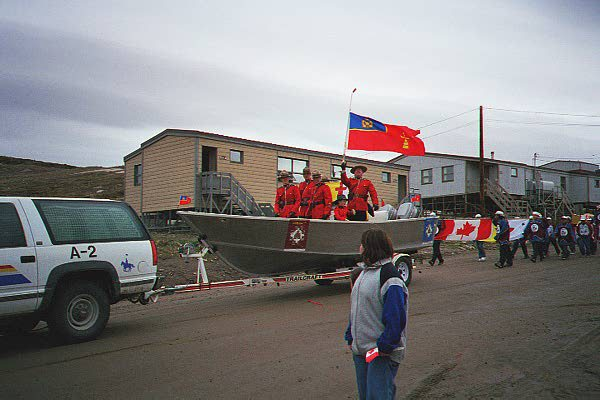
Fête du Canada à Iqaluit en 1999.

En mai 2021, la ville comptait 7 429 habitants (5 000 en 2000) et on en dénombrait environ 7 700 en mai 2016.
Selon le recensement de 2001, la population d'Iqaluit comptait 57,9 % d'Inuits, 0,7 % de premières nations, 0,4 % de métis et 41 % de non aborigènes. Il y a également des minorités ethniques telles que 55 Chinois, 45 Noirs et Maghrébins et 35 Philippins pour mentionner les minorités les plus nombreuses.
Les langues parlées par les habitants sont l'anglais à hauteur de 41,2 %, le français de 5,4 % et les langues autochtones dont l'Inuktitut et l'Inuinnaqtun à hauteur de 53,2 %. Sur 6 085 habitants, 4 015 parlent l'anglais à la maison, 1 805 parlent une langue non officielle et surtout l’Inuktitut et 180 habitants parlent le français. En 1996, 60 % de la population parlaient encore l’Inuktitut à la maison comparé à seulement 35 % qui parlaient l'anglais.
Selon le recensement de 2006, il y a un total de 6 184 habitants qui vivent à Iqaluit. Ceci signifie un taux de variation de 18,1 % en comparaison avec les chiffres de 2001. Le territoire du Nunavut a connu un taux de variation de 10,2 % durant la même période. En 2006, 29 474 personnes vivent sur le territoire et cela signifie donc que plus qu’un cinquième de la population territoriale se concentre sur la ville d’Iqaluit. Selon le « Nunavummit Kiglisiniartiit », le Bureau des Statistiques du Nunavut, la population du territoire pourrait atteindre près de 43 000 habitants en 2020. L’âge médian de la population d’Iqaluit est très jeune avec une moyenne de 28,8 ans et le taux de naissances est à la hausse. Sur 6 085 habitants recensés, 6 025 sont des citoyens canadiens et 3 650 ont une identité autochtone.
Depuis 1971, l'évolution démographique de Iqaluit a été :
| 1971  | 1976  | 1981  | 1986  | 1991  | 1993  |
| ----- | ----- | ----- | ----- | ----- | ----- |
| 2 050 | 2 320 | 2 333 | 2 947 | 3 552 | 4 220 |

| 2001  | 2006  | 2011  | 2016  | 2021  | - |
| ----- | ----- | ----- | ----- | ----- | - |
| 5 236 | 6 184 | 6 699 | 7 740 | 7 429 | - |

| Histogramme de l'évolution démographique de Iqaluit |
|                                                     |

### Relief
Le paysage est englacé pendant huit mois de l’année et on peut voir des bancs de neige sur le pergélisol ainsi que des icebergs plus loin dans la baie de Frobisher si celle-ci n’est pas complètement gelée. Le bouclier canadien est érodé par la fonte et le retrait des glaciers. En été, le sol est rocailleux et on peut découvrir des plaines, plateaux et des collines très peu couvertes de végétation.

### Climat
Iqaluit est à la frontière de deux zones de climat polaire : arctique et subarctique. Si on se réfère à la classification de Köppen, Iqaluit a un climat de type toundra. La végétation y est peu présente. On y retrouve des lichens et mousses recouvrant le sol durant tout l'été. La végétation se résume à la toundra, en raison des hivers très longs et froids. En janvier, la température descend occasionnellement en dessous des −35 °C (−60 °C avec le facteur éolien, issu des blizzards). La température la plus basse à avoir été enregistrée à Iqaluit est −45,6 °C, le 10 février 1967.

Iqaluit est situé dans une zone polaire du climat.

Normalement, la neige y est présente de début octobre jusqu'à début juin, mais jamais en grande quantité (très souvent moins de 5 cm). L'été y est court, frais et humide, les températures dépassant quelquefois les 15 °C, normalement en juillet et août. On y a ainsi enregistré 26,7 °C le 21 juillet 2008, température qui constitue à ce jour le record de chaleur. Iqaluit est une ville très froide, surtout en raison de blizzards, principalement causés par l'absence d'arbres ou d'arbustes.
| Mois                                  | jan.     | fév.       | mars       | avril      | mai        | juin       | jui.      | août      | sep.       | oct.       | nov.       | déc.       | année           |
| ------------------------------------- | -------- | ---------- | ---------- | ---------- | ---------- | ---------- | --------- | --------- | ---------- | ---------- | ---------- | ---------- | --------------- |
| Température minimale moyenne (°C)     | −30,9    | −31,7      | −28,1      | −18,9      | −7,6       | 0,5        | 4,1       | 3,6       | −0,1       | −6,4       | −15,8      | −25,5      | −13,1           |
| Température moyenne (°C)              | −26,9    | −27,5      | −23,2      | −14,2      | −4,4       | 3,6        | 8,2       | 7,1       | 2,6        | −3,7       | −12        | −21,3      | −9,3            |
| Température maximale moyenne (°C)     | −22,8    | −23,3      | −18,3      | −9,4       | −1,2       | 6,8        | 12,3      | 10,5      | 5,2        | −1         | −8,3       | −17        | −5,6            |
| Record de froid (°C) date du record   | −45 1953 | −45,6 1967 | −44,7 1991 | −34,2 1983 | −26,1 1949 | −10,2 1978 | −2,8 1961 | −2,5 1996 | −12,8 1965 | −27,1 1978 | −36,2 1978 | −43,4 1993 | −45,6 10/2/1967 |
| Record de chaleur (°C) date du record | 3,9 1958 | 5,7 2006   | 4,2 1999   | 7,2 1981   | 13,3 1954  | 22,7 2019  | 26,7 2008 | 25,5 1991 | 18,3 2010  | 9,1 2015   | 5,6 1952   | 3,7 2010   | 26,7 21/7/2008  |
| Ensoleillement (h)                    | 32,4     | 94         | 172,2      | 216,5      | 180,5      | 200,2      | 236,8     | 156,8     | 87,9       | 51,4       | 35,6       | 12,6       | 1 476,8         |
| Précipitations (mm)                   | 19,7     | 18,7       | 18,7       | 27,5       | 29,2       | 33         | 51,9      | 69,5      | 55,2       | 33,3       | 27,2       | 19,9       | 403,7           |
| dont neige (cm)                       | 21,7     | 21         | 21,6       | 31,5       | 27,6       | 9,3        | 0         | 0,9       | 13,2       | 29,4       | 29,7       | 32,4       | 229,3           |
| Nombre de jours avec précipitations   | 11,4     | 11,1       | 11,8       | 13,1       | 12         | 10,9       | 12,5      | 15,3      | 15         | 14         | 13,2       | 12,2       | 152,2           |
| Humidité relative (%)                 | 65,3     | 64,6       | 65,4       | 72,8       | 76,4       | 72,6       | 69,4      | 72,6      | 75,6       | 78,1       | 76,6       | 71,5       | 71,7            |
| Nombre de jours avec neige            | 12,2     | 11,6       | 12,7       | 13,4       | 12         | 3,9        | 0,1       | 0,5       | 7,2        | 13,7       | 13,8       | 12,3       | 113,5           |

| Diagramme climatique                                  |                |                |               |              |          |             |             |             |            |               |              |
| J                                                     | F              | M              | A             | M            | J        | J           | A           | S           | O          | N             | D            |
| −22,8−30,919,7                                        | −23,3−31,718,7 | −18,3−28,118,7 | −9,4−18,927,5 | −1,2−7,629,2 | 6,80,533 | 12,34,151,9 | 10,53,669,5 | 5,2−0,155,2 | −1−6,433,3 | −8,3−15,827,2 | −17−25,519,9 |
| Moyennes : • Temp. maxi et mini °C • Précipitation mm |                |                |               |              |          |             |             |             |            |               |              |

Les températures hivernales à Iqaluit sont bien plus froides (de l'ordre de 20 °C de moins) qu'à Nuuk, la capitale du Groenland, située de l'autre côté du détroit de Davis, car un bras du Gulf Stream longe la côte occidentale du Groenland.

## Histoire

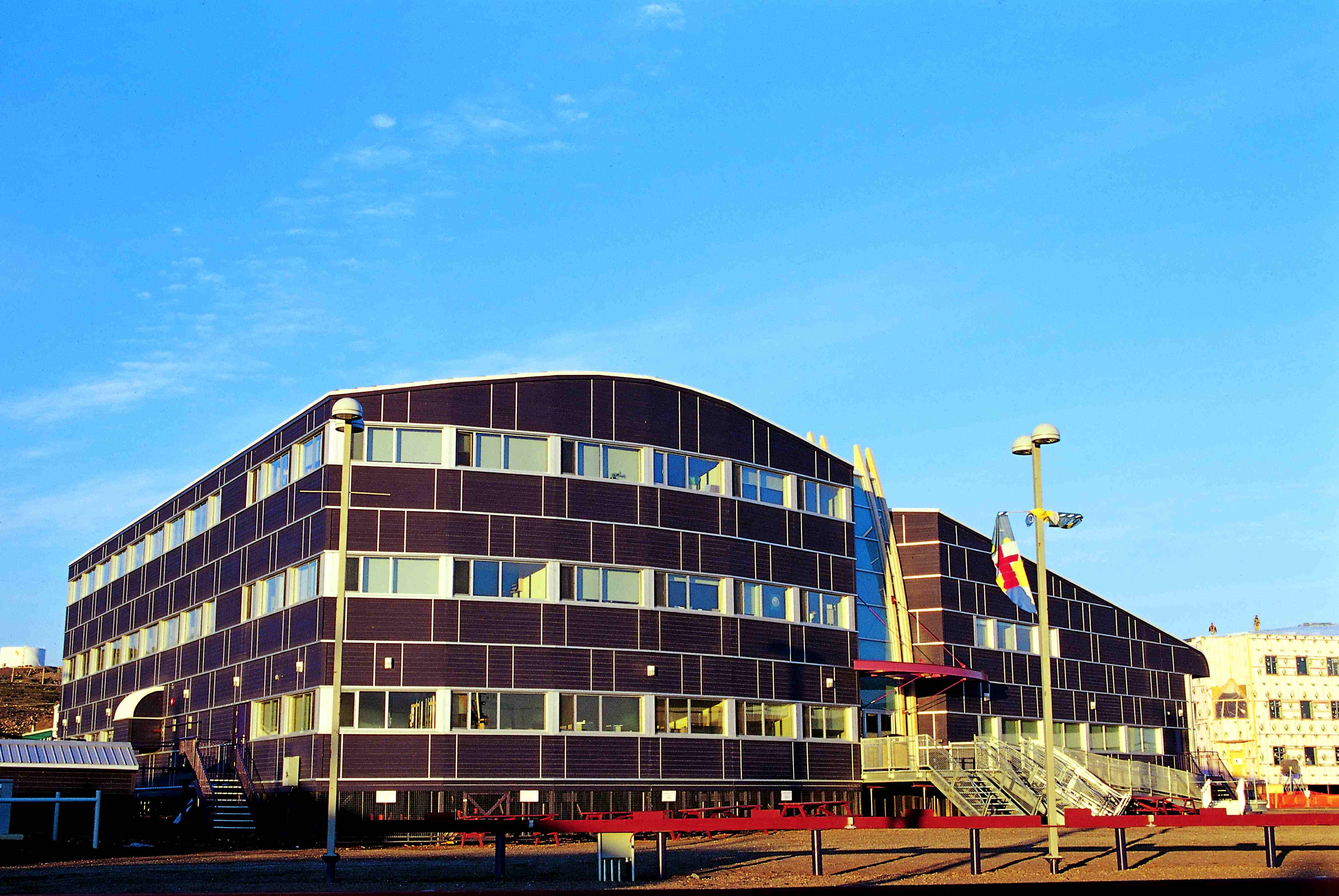
Assemblée législative du Nunavut à Iqaluit.

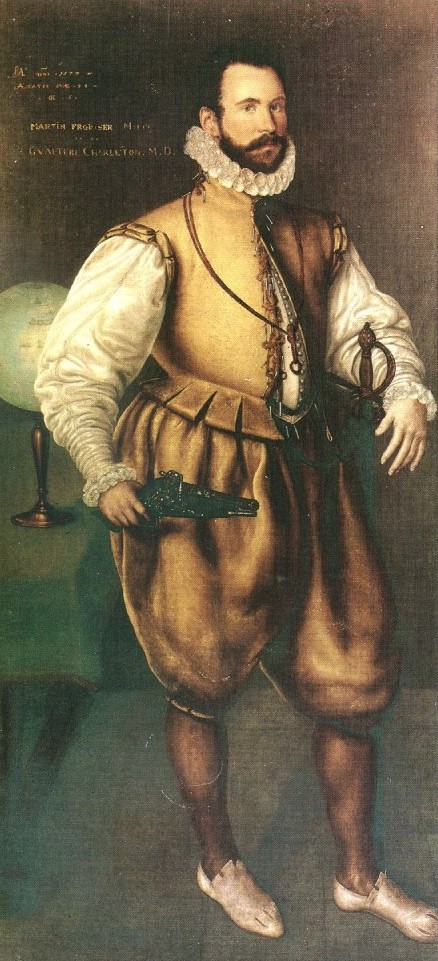
C'est Martin Frobisher qui a baptisé la ville à l'origine.

La ville a été baptisée Frobisher Bay par le marin et explorateur britannique Martin Frobisher. Celui-ci avait effectué sans succès plusieurs voyages pour la couronne d'Angleterre afin de trouver le passage du Nord-Ouest et de trouver des ressources naturelles précieuses ; il a découvert ladite baie de Frobisher en 1576.
Il n’y a que quelques voyages scientifiques ainsi que des activités régionales limitées dans la baie de Frobisher jusqu’en 1942. Cette année-là, Frobisher Bay est fondé en tant que base militaire américaine pour permettre des réapprovisionnements et des arrêts aux avions militaires allant et venant d’Europe pendant la Seconde Guerre mondiale. Durant les années 1950, la population augmente rapidement à la suite de la construction de la Distant Early Warning Line, un groupe de radars s'étendant sur 5 000 kilomètres et faisant partie du système d'alerte du Commandement de la défense aérospatiale de l'Amérique du Nord (NORAD). La base militaire Frobisher Bay Air Force Base ferme ses portes en 1963, mais l’aéroport régional continue à exister et la population locale reste sur place et dans la communauté voisine d'Apex.
Le 1er janvier 1987, la ville acquiert son nom actuel, qui signifie « endroit poissonneux » en inuktitut. Le 11 décembre 1995, Iqaluit remporte le plébiscite sur la capitale du Nunavut devant Rankin Inlet avec 60% des votes. Depuis 1999, la ville accueille donc des administrations fédérales, territoriales et municipales. Le 19 avril 2001, Iqaluit obtient officiellement le statut de ville de la part du gouvernement fédéral.

## Gouvernement

### Mairie
Le conseil municipal d’Iqaluit réunit neuf membres :
- un maire ;
- huit conseillers municipaux.

Tous ces élus remplissent des mandats de quatre ans.
Depuis le 18 octobre 2022, le maire par intérim est Solomon Awa, à la suite de la démission de Kenneth Bell, élu en octobre 2019.

### Représentation d'Iqaluit à l'Assemblée législative du Nunavut
Iqaluit représente quatre circonscriptions électorales au Nunavut. Ce sont donc quatre députés qui représentent la ville au sein de l’Assemblée législative du Nunavut.

### Représentation fédérale
Le Nunavut possède pour tout son territoire en incluant Iqaluit, un seul député fédéral pour le représenter au sein du Parlement du Canada. Ainsi Iqaluit a le même député fédéral que tout le territoire du Nunavut en termes de représentation fédérale.

## Économie et principales ressources
Les principales ressources naturelles de la région sont les minéraux ainsi que le pétrole que le gouvernement canadien compte davantage exploiter. Par rapport au défi d’assurer l’accès à des ressources en eau suffisantes et salubres, des scientifiques de Ressources naturelles Canada travaillent depuis 2007 sur le projet « Renforcement de la résilience des établissements humains face aux changements climatiques », une activité de transfert de technologie en géomatique et en télédétection durant laquelle un groupe restreint a réussi à produire une carte ainsi que des statistiques détaillées sur les ressources en eau de surface dans le but de former du personnel local afin de préparer la ville et le territoire complet aux défis qu’apporteront le développement durable et le réchauffement climatique afin d’optimiser l’utilisation des ressources d’eau qui y existent en grand nombre.
En ce qui concerne les professions, cette tendance est semblable. D’une population active âgée de 15 et plus de 3 470 personnes, 720 travaillent dans le domaine des affaires, des finances et de l’administration, 700 dans le domaine des ventes et services et 540 dans le domaine de la gestion. L’industrie locale se concentre avec 565 travailleurs sur les services de commerce, mais 1 630 personnes travaillent tout simplement dans d’« autres services » en 2006. Depuis la fondation du territoire, l’économie régionale a fait d’énormes progrès.
Le tourisme et les secteurs de l'hôtellerie se développent grâce au rôle de lieu de transit d'Iqaluit pour atteindre les autres villes du Nunavut. Mais la grande source de l'économie locale reste les subventions du gouvernement fédéral.
Le revenu médian est beaucoup plus élevé à Iqaluit que sur le reste du territoire et atteint une valeur de 92 123 dollars canadiens sans impôt en 2005. Ceci se voit également par rapport au taux de chômage qui est de seulement 7,8 % à Iqaluit, mais de 15,6 % au Nunavut.
L’eau du robinet, contaminée aux hydrocarbures, est déclarée inapte à la consommation humaine en octobre 2021 pour une durée indéterminée.

## Symboles

### Le drapeau de la ville
Iqaluit se trouve entre les  monts Everett (en) et la baie de Frobisher qui sont représentés par la montagne et l'eau sur le drapeau de la ville.
Enfin, Iqaluit signifie en inuktitut « [lieu de] nombreux poissons » d'où la représentation des trois poissons au bas des symboles du drapeau.

### Le sceau de la ville
Le sceau de la ville représente les symboles qui sont au centre du drapeau municipal.

## Transports

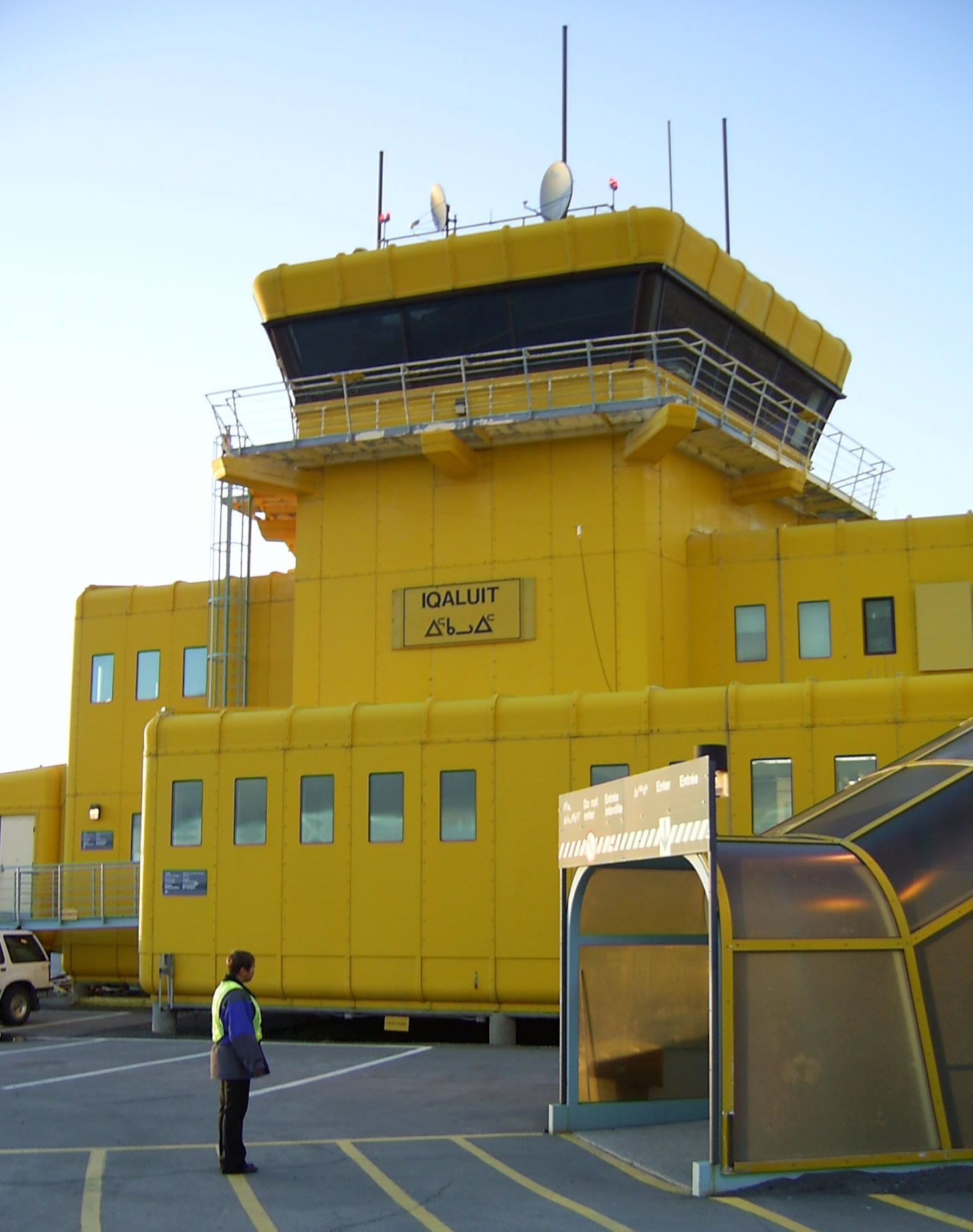
L'aéroport d'Iqaluit.

En ce qui concerne la configuration spatiale et l’accès, la ville d’Iqaluit a de nombreux inconvénients.
Il n’y a pas de grande autoroute qui lie la ville aux capitales des autres provinces, les raisons en étant notamment les conditions climatiques ou la localisation sur une île qui sont largement défavorables à la construction d’une telle infrastructure. Iqaluit est la seule capitale au sein du Canada n'ayant pas de feux de circulation routière et seulement quelques panneaux routiers. Quelques rues à l’intérieur de la ville ont obtenu des noms depuis 2003, mais il y a encore des rues sans noms dans la région. Le système de routes locales lie la communauté d’Apex au Sylvia Grinnell Territorial Park Reserve.
Il n’existe pas de transports en commun, car le projet d’un système d’autobus traversant la ville a été abandonné à cause d’un manque de clientèle. Pourtant, il y a un système de taxis disponible à Iqaluit. Il y a des voitures, mais elles sont peu nombreuses à cause des conditions climatiques difficiles et des coûts d’importation élevés. Les motoneiges et les véhicules tout-terrain sont plus nombreux et populaires. Traditionnellement, il y a une route menant à Kimmirut qui est accessible avec des véhicules tout-terrain.
Durant l’hiver, la ville devient accessible par motoneiges et traineaux à chiens lorsque le détroit d’Hudson est gelé. Il crée ainsi une liaison naturelle d’une longueur allant jusqu’à 700 kilomètres et d’une largeur entre 64 et 240 kilomètres entre le Nunavut et le Québec. Durant l’été, Iqaluit devient accessible par bateau, mais le port n’est pas assez profond pour que les grands bateaux de commerce puissent directement y accéder. Des petits bateaux locaux transportent les cargaisons de la baie de Frobisher jusqu’au petit port d’Iqaluit.
Le seul accès stable est l’aéroport, ancienne base militaire américaine qui existe depuis 1942. Les avions de Canadian North et First Air relient Iqaluit à Ottawa, Yellowknife et plusieurs petites villes au Nunavut. Depuis 2010, Air Canada Jazz offre également des vols entre Ottawa et Iqaluit à une plus grande clientèle. Sinon, il y a des lignes régionales telles que Kivalliq Air, Air Nunavut, Unaalik Aviation, Canadian Helicopters et Nunasi Helicopters qui ont accès à l’aéroport d’Iqaluit. En février 2006, l'Airbus A380 est venu effectuer des tests de performances par grand froid à Iqaluit. Une liaison par avion entre Iqaluit et Nuuk, la capitale du Groenland, a démarré en juin 2024 permettant de connecter Nuuk au reste du Canada.
L'aéroport est actuellement en travaux. Il sera agrandi par Bouygues Canada afin d'optimiser les échanges avec le reste du monde. Le chantier est un réel défi du fait des conditions climatiques extrêmes, cela implique par exemple des interruptions d'approvisionnement de quatre mois, les bateaux ne pouvant pas accéder au port à cause de la glace.

## Éducation

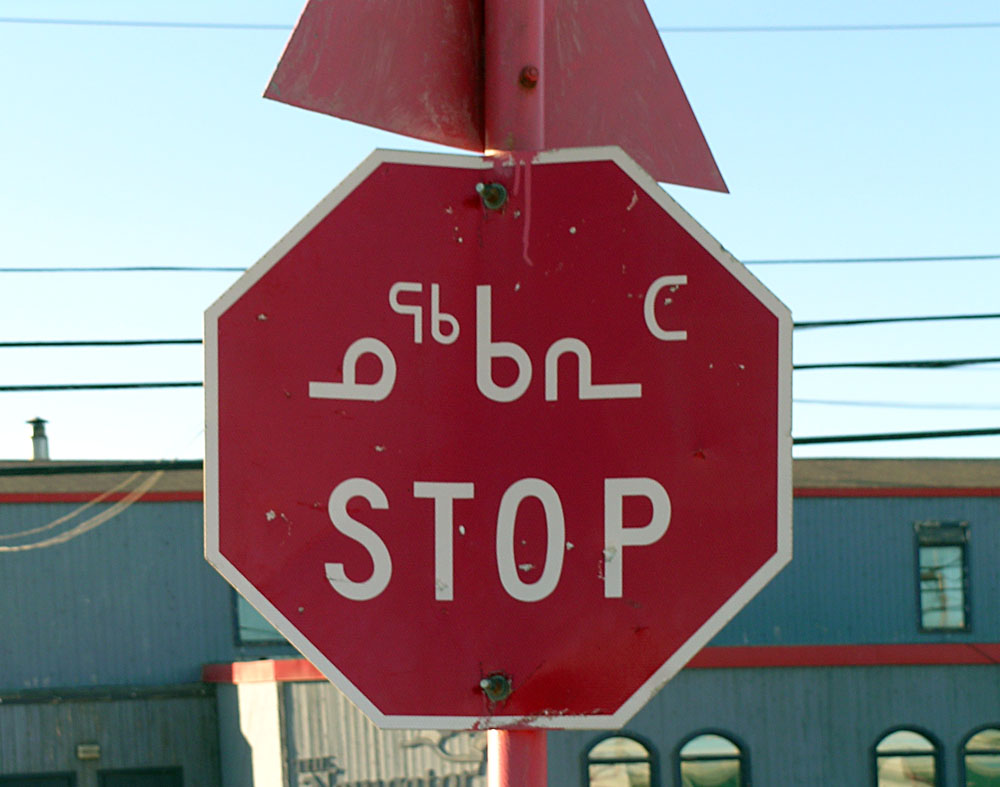
Signalisation routière bilingue en inuktitut et anglais à Iqaluit en juillet 2004.

L'Autorité éducative du district d'Iqaluit est responsable de l'administration de l'éducation pour toute la zone géographique que représente la ville d'Iqaluit,.
Sur 4 535 habitants qui ont 15 ans et plus, 1 615 n’ont aucun certificat, diplôme ou grade, 775 ont un diplôme d’études secondaires ou équivalent et 265 un certificat, diplôme d’apprenti ou d’une école de métiers.
À Iqaluit se trouve une école préscolaire-primaire avec l'École Nakasuk, ainsi qu’une école secondaire qui s’appelle Inuksuk High School.
Les principaux domaines d’études postsecondaires à Iqaluit sont le commerce, la gestion et l’administration publique avec 465 étudiants, l’architecture, génie et services connexes comptent 400 étudiants et les sciences sociales et de comportement ainsi que les études de droit comptent un ensemble de 310 étudiants.

## Médias

### Stations de radio
Les principales stations de radio de la ville sont :
- 88,30 MHz CBM CBC Music
- CBC Radio One est présente à Iqaluit.91,1 MHz CFFB CBC Radio One

CBC Radio One est présente à Iqaluit.

- 92,50 MHz VF2623 Assemblée législative du Nunavut
- 93,30 MHz CIQA Weatheradio Canada
- 94,70 MHz VF2624 Assemblée législative du Nunavut
- 96,90 MHz VF2652 Assemblée législative du Nunavut Les studios de la CBC à Iqaluit.

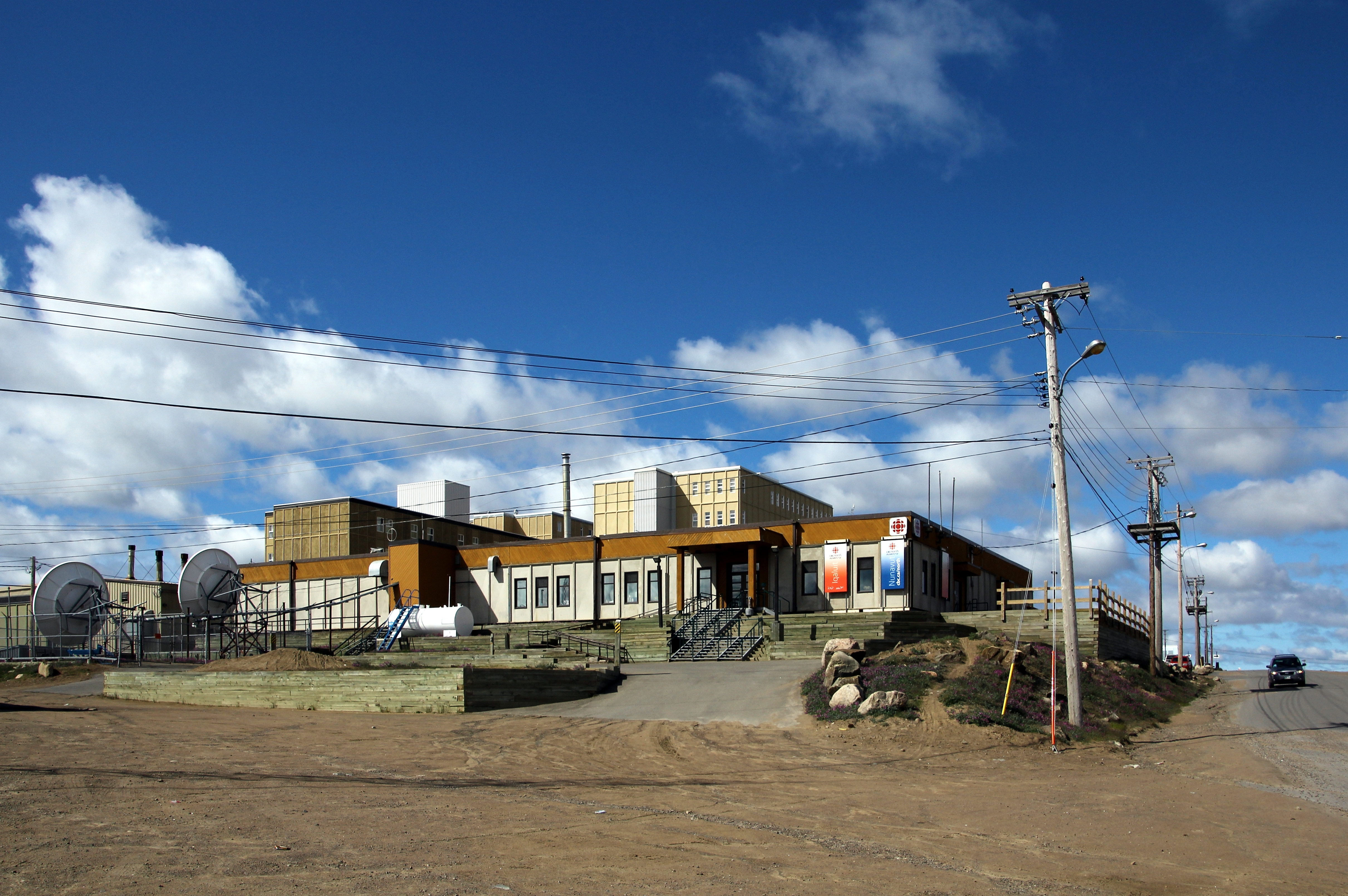
Les studios de la CBC à Iqaluit.

- 97,70 MHz VF2433 John Howard Society
- 99,90 MHz CKIQ Ice FM
- 102,10 MHz VF2625 Assemblée législative du Nunavut
- 103,50 MHz CKGC Capital FM
- 107,30 MHz CFRT Radio francophone
- 162,55 MHz VEV284 Weatheradio Canada
- 570 MHz Kalaallit Nunaata Radioa
- 650 MHz Kalaallit Nunaata Radioa
- 1 230 MHz CFFB CBC Radio One

## Société
Le grand fléau dans le Nord du Canada est le haut taux de suicide. C'est pourquoi des organismes au Nunavut ont été mis sur pied pour aider les personnes dans le besoin.
La vente d'alcool est fortement contrôlée, avec toutefois un allègement des mesures discuté dès 2014, mais sans mise en application dans les années qui ont suivi.

## Religion
À Iqaluit, 75,02 % de la population est de religion chrétienne. 22,93 % de la population se déclare sans affiliation religieuse. Enfin, 0,23 % de la population de la ville relève d'une autre religion.
Les catholiques de la ville sont surtout représentés par la paroisse catholique romaine Notre-Dame de l’Assomption tandis que les anglicans (protestants) sont regroupés autour de la Cathédrale Saint-Jude d'Iqaluit.

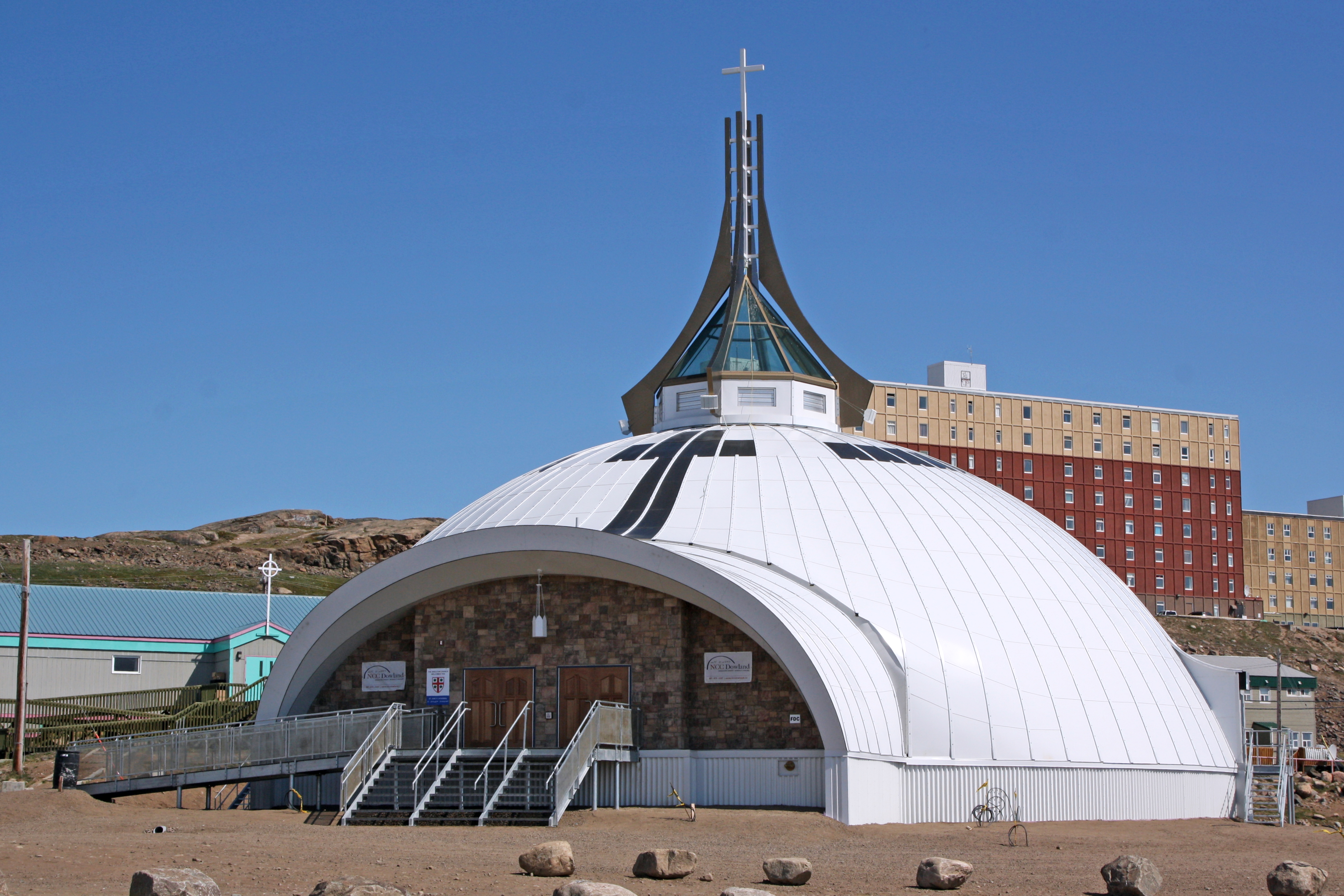
La cathédrale Saint-Jude d'Iqaluit.

Le 29 juillet 2022, le Pape François a visité Iqaluit à la fin d'un voyage de six jours au Canada principalement dédié au dialogue et aux demandes de pardon envers les communautés autochtones du Canada. Il a rencontré dans une audience privée plusieurs survivants des pensionnats indiens. Si sa visite a été saluée par les communautés autochtones, l'absence de condamnation de la doctrine de la découverte, justifiant la colonisation de l'Amérique du Nord, a été contestée et des inuits présents dans la foule accueillant le Pape ont brandi des pancartes de protestation.

## Sites et bâtiments remarquables
- L'édifice législatif du Nunavut, siège de l'Assemblée législative du Nunavut, inaugurée en 1999.
- La Cathédrale Saint-Jude d'Iqaluit, lieu de culte anglican inaugurée en 2012.
- L'arène des Jeux d’hiver de l’Arctique, une patinoire de 2 500 places.
- L'Astro Theatre.